# Acid tiludronic
Axit Tiludronic (INN, còn được gọi là tiludronate) là một bisphosphonate được sử dụng để điều trị bệnh xương của Paget (viêm xương biến dạng) trong y học của con người. Nó có tên thương mại là Skelid. Trong thú y, axit tiludronic được sử dụng để điều trị bệnh viêm khớp và spavin xương ở ngựa. Tên thương mại của nó là Tildren và Equidronate. Nó được chấp thuận để điều trị bệnh viêm khớp và viêm xương khớp ở châu Âu, và đã được phê duyệt để điều trị bệnh viêm khớp ở Hoa Kỳ vào năm 2014.

## Cơ chế hoạt động
Tiludronate là một bisphosphonate không chứa nitơ có tác dụng ức chế các nguyên bào xương, tế bào chính chịu trách nhiệm cho sự phân hủy xương cần thiết cho việc tái tạo xương. Các bisphosphonate không nitơ được chuyển hóa bởi các nguyên bào xương thành các hợp chất sau đó thay thế một phần của phân tử adenosine triphosphate (ATP), làm cho nó không hoạt động. Các phân tử không chức năng này sau đó ức chế cạnh tranh ATP trong tế bào, làm giảm năng lượng tế bào và dẫn đến apoptosis. Giảm mức độ hủy xương sau đó làm giảm mức độ phá vỡ xương và xương. Các bisphosphonate không nitơ ít mạnh hơn bisphosphonate nitơ. 
| Bisphosphonate | Hiệu lực tương đối |
| -------------- | ------------------ |
| Etidronate     | 1                  |
| Tiludronate    | 10                 |
| Pamidronate    | 100                |
| Aledronate     | 100-500            |
| Ibandronate    | 500-1000           |
| Risedronate    | 1000               |
| Zoledronate    | 5000               |

## Sử dụng trong y học ngựa
Tiludronate đã được sử dụng chủ yếu để điều trị các bệnh ở ngựa có liên quan đến quá trình hủy xương không phù hợp, chẳng hạn như bệnh viêm khớp  và viêm xương khớp. Nó đặc biệt đã được chứng minh là cải thiện tình trạng khàn tiếng ở những con ngựa bị viêm xương khớp ở khớp háng ở xa (xương spavin)  và cột sống.

### Phương pháp điều trị
Tildren được tiêm tĩnh mạch. Nó được dán nhãn cho liều 0,1 mg/kg, mỗi ngày một lần trong 10 ngày bằng cách tiêm tĩnh mạch chậm, trong 500   kg ngựa hoạt động được 1 lọ mỗi ngày. Tuy nhiên, một nghiên cứu cho tất cả 10 liều cùng một lúc (1 mg/kg IV dưới dạng CRI đơn lẻ) đã được tìm thấy có tác dụng dược lý tương tự, và được sử dụng lâm sàng. Nó có thể được đưa ra một cách có hệ thống hoặc cục bộ, bằng tưới máu chân tay khu vực. Mặc dù RLP được cho là có những lợi ích nhất định, bao gồm giảm chi phí và giảm nguy cơ tác dụng phụ, một số bệnh phải được điều trị một cách có hệ thống, chẳng hạn như viêm xương khớp cột sống. Quản trị hệ thống thường được đưa ra bằng cách thêm 1   liều mg/kg vào túi chất lỏng 1 lít, được đưa từ từ trong hơn 60 phút90 phút. Tác dụng của nó được báo cáo là kéo dài 4 tháng hoặc lâu hơn, với hiệu quả cao nhất sau 6 tuần điều trị. Những ảnh hưởng của tưới máu chân tay khu vực đã được đặt ra do các nghiên cứu in vitro cho thấy rằng liều cao được tiêm RLP hoặc tiêm nội nhãn có thể làm hỏng sụn khớp do apoptosis chondrocyte. Các nghiên cứu sâu hơn là cần thiết để đánh giá sự an toàn của chính quyền Tildren thông qua RLP.

### Phản ứng bất lợi và chống chỉ định
Tildren đã được chứng minh là có một số tác dụng phụ.
- Dấu hiệu đau bụng, thường tự giới hạn, xảy ra ở 30-45% ngựa.
- Nhịp tim nhanh
- Rối loạn điện giải: chủ yếu là calci, magnesi và kali, có thể kéo dài trong vài giờ. Cần thận trọng ở những con ngựa có quá trình bệnh có thể bị ảnh hưởng bởi rối loạn điện giải, chẳng hạn như tê liệt định kỳ tăng kali máu hoặc bệnh tim.
- Tổn thương thận: nó được đào thải qua thận và không được khuyến cáo sử dụng ở động vật bị suy thận.
- Các phản ứng ít nghiêm trọng hơn bao gồm cứng cổ, giảm cảm giác ngon miệng, sốt và tăng đi tiểu.

Nó không được khuyến cáo cho động vật dưới bốn tuổi, do thiếu các nghiên cứu đánh giá sự an toàn của nó ở động vật đang phát triển, cũng như đối với động vật mang thai hoặc cho con bú, vì tác dụng của nó đối với thai nhi chưa được nghiên cứu.